# Cyrtanthus galpinii
Cyrtanthus galpinii là một loài thực vật có hoa trong họ Amaryllidaceae. Loài này được Baker mô tả khoa học đầu tiên năm 1892.